# Відчуй ритм (фільм, 2020)
«Відчуй ритм» (англ. Feel the Beat) — американська танцювальна і комедійна мелодрама 2020 року для всієї родини. Режисерки Елісси Даун, сценаристів Майкла Армбрустера та Шона Ку. У головних ролях Софія Карсон, Енріко Колантоні та Вольфганг Новограц.

## Сюжет
Ейпріл Дібріна — молода танцівниця, яка прагне досягти успіху на Бродвеї. Одного ранку вона, спізнюючись на прослуховування, викрадає таксі у старенької жінки під час зливи. Дівчина круто виступає перед спонсором вистави Рут Циммер. Але Рут виявляється тією самою жінкою з таксі і, звичайно ж, вона впізнає Ейпріл. Жінка настільки розізлилась, що поклялась — ніхто більше на Бродвеї не візьме на роботу Ейпріл. Намагаючись все пояснити, дівчина випадково штовхає Рут зі сцени, завдаючи їй серйозної травми. Цей інцидент зняли на відео і зараз же опублікували в соціальних мережах, публічно осоромивши Ейпріл.
Спустошена Ейпріл повертається до свого рідного міста у Вісконсині. У супермаркеті вона стикається зі своєю вчителькою танців. Міс Барб запрошує її працювати до себе в танцювальну студію. Також у містечку Ейпріл випадково стикається за своїм колишнім Ніком, якого вона покинула, щоб побудувати кар'єру в Нью-Йорку.
У танцювальній студії дівчина приходить подивитись на своїх майбутніх учениць: Лючія — забудькувата дівчина в окулярах; Уна — нервова дівчинка; Карі, яка таємно від мами підпрацьовує в студії, щоб заробити собі на уроки танців; Рубі — невпевнена в собі; Зузу — глуха дівчина; Сара, вперта сестричка Ніка, колишнього Ейпріл; також Джун і Мішель — наймолодші. Молодший брат Зузу, Дікі, також відвідує студію, але він просто спостерігає за дівчатками.
Барб просить Ейпріл тренувати міську танцювальну команду для змагань. Спочатку вона відмовляється, але пізніше розуміє, що це може дати їй шанс виступити перед Веллі Вонгом (відомим режисером), врятувавши свою кар'єру. Ейпріл погоджується і починає жорсткий режим тренувань з дівчатами, який відштовхує їх. Вона зовсім не подобається молодим танцюристкам, як викладач.
Попри все, зусилля Ейпріл не марні і танцювальна команда «Нова надія» (англ. «New hope») проходить кілька раундів змагань; дівчата вдосконалюються і стають більш відкритими, після того, як Ейпріл знаходить підхід до кожної окремо (зокрема вивчивши жестову мову, щоб спілкуватися із Зузу) і до команди в цілому. Разом з ними вона сама стає кращою, як викладач. Одного разу, на тренуванні, стеля танцювальної студії обвалюється. Не маючи можливості дозволити собі ремонт, команда переносить тренування на футбольне поле, а з часом переїжджає до сараю батька Ейпріл, який Нік допоміг відремонтувати.
Ейпріл і Нік починають відроджувати свої стосунки і в той час танцювальна команда виходить на рівень штату. Та несподівано те відео, на якому Ейпріл випадково штовхає Рут зі сцени, розноситься по іншим командам на танцювальному конкурсі. Учасники інших команд починають кепкувати з неї і під час виконання спільного зі своїми ученицями, конкурсного танцю, вона розгублено падає прямо під час номеру.
У міні-категорії до 6 років двоє наймолодших танцівниць Джун і Мішель відчувають страх сцени. Дікі, який запам'ятав всю хореографію, поки постійно був присутнім на уроках Ейпріл, як спостерігач, несподівано для всіх вибігає на сцену і починає танцювати. Джун і Мішель збираються із силами і починають танцювати разом з ним. Всі залишаються під враженням виступу хлопчика і Дікі починає тренуватися з танцювальною трупою.
Після проходження у фінал штату, Ейпріл кличе свого друга-стиліста з Нью-Йорку — Деко, щоб той допоміг зробити костюми. В той час як сім'ї танцюристів збирають гроші, щоб відправити команду в Атлантік-Сіті на фінал. Ейпріл знову зустрічається сам на сам з молодшою сестрою Ніка Сарою, яка відчувала себе покинутою, коли померла її мати, і коли Ейпріл кинула її брата, і переїхала до Нью-Йорка. Після душевної розмови Сара пробачає Ейпріл її від'їзд колись. Команді все ж таки вдається зібрати гроші і поїхати на фінал штату. В Атлантик-Сіті вони всі разом виступають дуже круто і після танцю Веллі Вонг настільки вражений Ейпріл, що пропонує їй головну роль у своєму новому шоу. Ейпріл і Веллі негайно залишають змагання, прямо під час головної репетиції в Нью-Йорку, покинувши команду дівчаток.
Наступного дня Ейпріл усвідомлює свою помилку і кидає репетицію вже у Веллі, наголошуючи йому, що вона спочатку повинна виконати свої зобов'язання перед «Новою надією». Вона знову дзвонить Деко, щоб той відвіз її назад до Атлантик-Сіті якомога швидше, аби підбадьорити команду перед виступом. Дівчата на неї ображені, але їм вдається примиритись і навіть перемогти у конкурсі. Після цього Ейпріл і Нік цілуються, а Веллі повідомляє їй, що все одно хоче бачити дівчину у своєму шоу, незважаючи на те, що та залишила репетицію.
Ейпріл виступає в шоу Веллі Вонга у Нью-Йорку та продовжує викладати свої уроки танців у Вісконсині через відеочат. У вечір відкриття шоу Веллі дивує Ейпріл, запросивши всю команду «Нова надія» на танцювальну вечірку. В кінці всі танцюють на вулиці, а Рут Зіммер випадково проїжджає повз приголомшена.

## Саундтреки
1. «Let's Do It» — All Talk
2. «Work Dat (So Dat)» — Kylie Diehl
3. «Hand of Man» — Country Joe & The Fish
4. «Round and Round» — Jack Hawitt
5. «Brand New Day» — Kari Kimmel
6. «Never Forgive You» — Brooke Villanyi
7. «Wish You Was Me» — Lauren Evans
8. «Glitter Shoes» — Blaire Reinhard
9. «Confident» — Демі Ловато
10. «Us» — Регіна Спектор
11. «Deal With It» — Girli
12. «Pumpin Blood» — NoNoNo
13. «Yes or Yes» — Tricia Battani
14. «I'm Gonna Do My Thing (Hey Hey)» — Mozella
15. «Like That» — Fleur East
16. «Colors» — Wayfarers
17. «Follow the Leader» — Wayfarers
18. «Winner Won't Stop» — Neara Russell
19. «Always» (Acoustic) — Francois Klark
20. «A Little More» — Алессія Кара
21. «Gonna Make You Sweat (Everybody Dance Now)» — C+C Music Factory
22. «All I Wanna Do Is Dance» — Mozella
23. «Always» — Софія Карсон